# Roßstraßenbrücke
Die Roßstraßenbrücke gehört zu den drei ältesten Spreequerungen der Stadt Berlin. Sie war Teil eines Verkehrsweges nach Köpenick und befand sich gleich hinter dem Köpenicker Tor, weswegen sie anfangs Köpenicker Brücke genannt wurde. Die heutige Roßstraßenbrücke entstand in den Jahren 1899 bis 1901 aus Stein. Nach schweren Beschädigungen im Zweiten Weltkrieg wurde sie vereinfacht wieder aufgebaut. Sie verbindet die Fischerinsel mit dem historischen Stadtviertel Neu-Cölln am Wasser und steht seit den 1970er Jahren unter Denkmalschutz.

## Geschichte

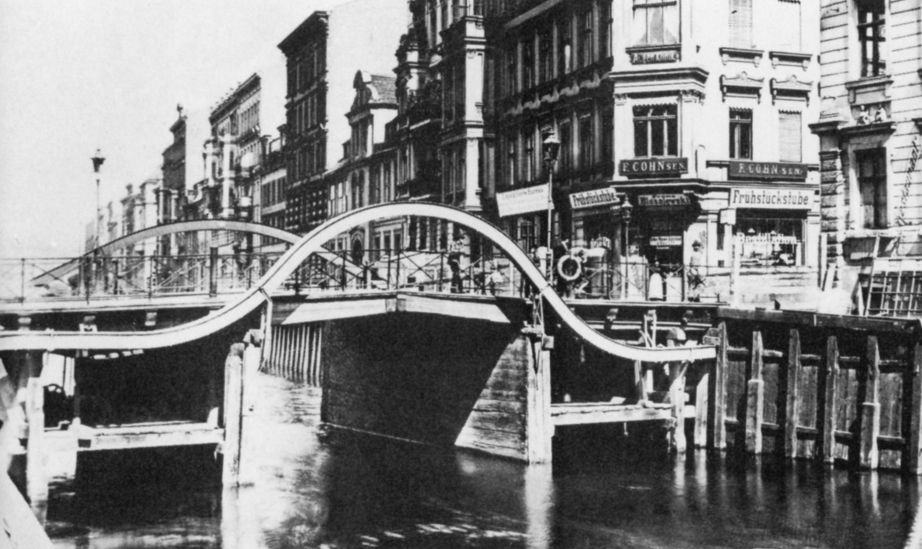
Roßstraßenbrücke, 1899

Die Stadt Alt-Kölln wuchs im 13. Jahrhundert um die Spreeinsel und den linken Spreearm. Der Zusammenschluss mit Alt-Berlin führte zum Bau einer gemeinsamen Stadtmauer mit Ausfalltoren entsprechend den Handelswegen. Am Tor nach Köpenick errichteten die Bewohner eine aufklappbare hölzerne Brücke, die den Namen Köpenicker Brücke erhielt. Die wegen des Flusslaufs als Doppelbrücke ausgeführte Anlage erfuhr bis 1683 mit der veränderten Stadtbefestigung unter Kurfürst Friedrich Wilhelm einen Totalumbau: ein sinusförmiges Brückenoberteil in Kombination mit einem Holzunterbau und in der mittleren Öffnung Klappen für die Schiffspassagen wurden realisiert. Eine historische Quelle aus dem 18. Jahrhundert lässt aber auch vermuten, dass es sich bei der Köpenickerbrücke und der Roßstraßenbrücke um verschiedene örtlich auseinanderstehende Bauwerke handelte:

„[…] u) Die Roßstraßenbrücke, führt von Neukölln nach Altkölln über die Friedrichsgracht. Diese Brücke ist wenigstens schon im 16ten Jahrhundert da gewesen.
v) Die Köpenickerbrücke, führt über den ehemaligen Festungsgraben, von Neukölln nach der Köllnischen Vorstadt. Diese Brücke ist mit der Befestigung zugleich erbauet worden. Jetzt ist sie, nachdem der Graben verengert wurde, auf beiden Seiten mit Häusern bebauet. Zu den Zeiten der Befestigung stand diesseits derselben, von der Roßstraßenbrücke rechts, das Köpenicker Thor. Es ward 1735 abgebrochen; an der Stelle, wo es gestanden, ist das Krausensche Haus erbauet […]“

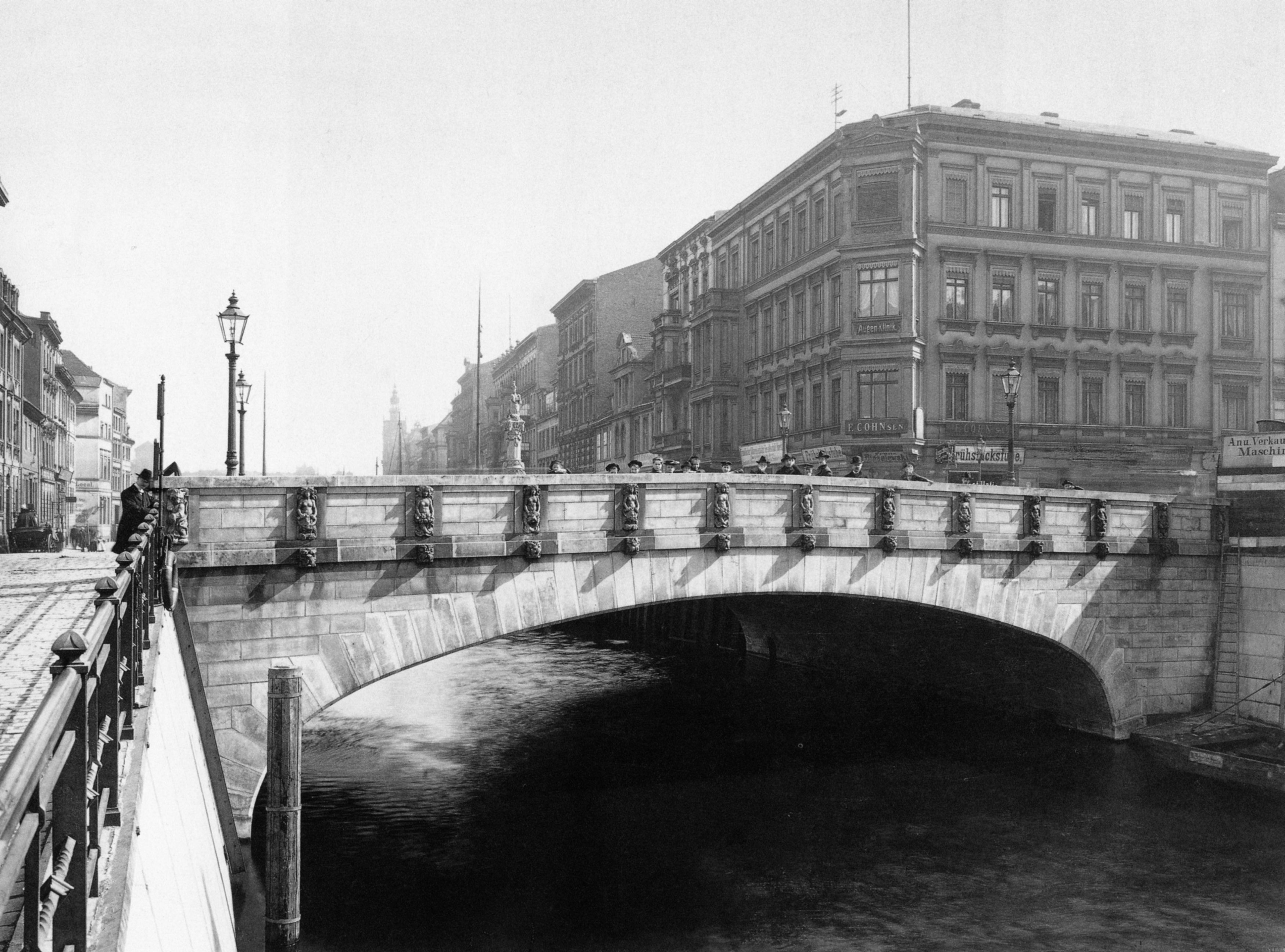
Roßstraßenbrücke im Zustand mit Schmuckelementen, 1902

Im Jahr 1835 bestätigte eine königliche Order den neuen Namen Roßstraßenbrücke. Ständige Reparaturen an dem Bauwerk ermöglichten die Brückenbenutzung bis zu einem Neubau im 19. Jahrhundert. 1876 beschloss die Stadt Berlin die Kanalisierung des westlichen Spreearms, gleichzeitig gingen alle Brücken in ihren Besitz über. Damit konnte auch die alte Brücke abgerissen und als massives Bauwerk in Korbbogenform aus Sandstein neu errichtet werden. Die Baupläne stammen von Ludwig Hoffmann. Die Baumeister unterstrichen den Brückennamen durch die Aufstellung einer rund drei Meter hohen Säule mit einem springenden Pferd auf dem Brückenscheitel der Ostseite. Die westliche Sichtfläche der Brücke erhielt ein steinernes Geländer mit 13 Sandsteinfiguren auf kleinen Vorsprüngen zur Wasserseite hin. Der Brückenschmuck stammte aus der Werkstatt des Bildhauers August Vogel.
Das gesamte Gebiet um diese Brücke war während der Märzrevolution von 1848 Schauplatz von Kämpfen. Eine am 14. März 1998 an der Brücke angebrachte gusseiserne Gedenktafel erinnert mit den folgenden Worten daran:
1848 MÄRZREVOLUTION 1998

Hier versperrte am 18. März

eine Barrikade den angreifenden Truppen

das Überqueren der Rossbrücke. In unmittelbarer Nähe wurde

der Student Herrmann von Holzendorf als Gefangener

von Soldaten umgebracht. […]

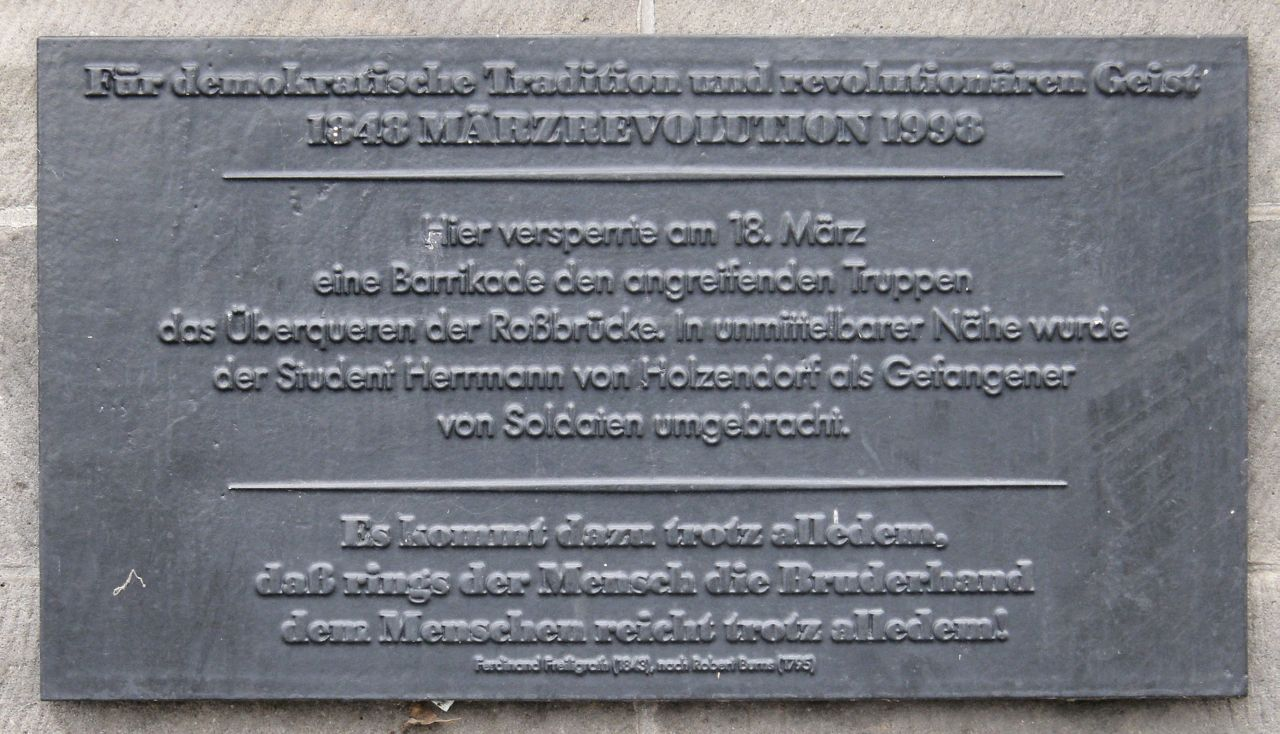
Gedenktafel Märzrevolution 1848 an der Roßstraßenbrücke

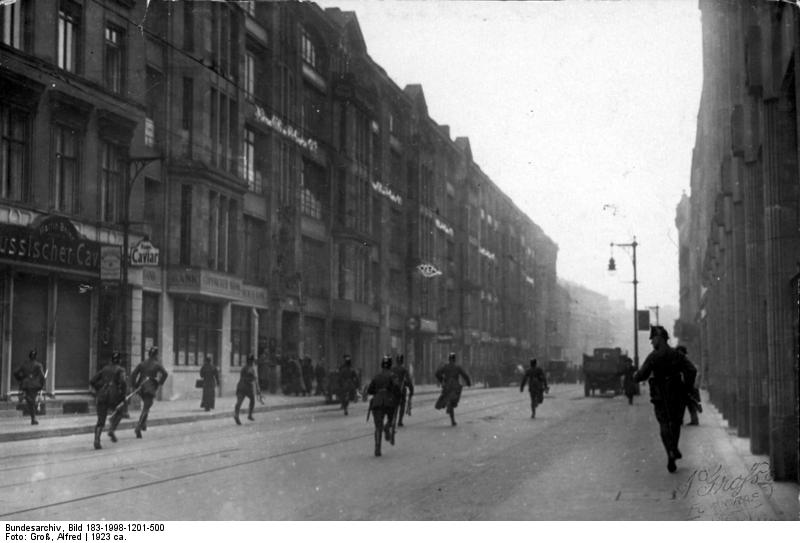
Polizeieinsatz in den 1920er Jahren nahe der Roßstraßenbrücke

In den 1920er Jahren gab es weitere Unruhen in Berlin, bei denen in der Nähe der Roßstraßenbrücke Schutzpolizisten zum Einsatz kamen. Am Ende des Zweiten Weltkriegs wurde die Roßstraßenbrücke von mehreren Bomben getroffen, die das Gewölbe durchschlugen und das Geländer abrissen. Bereits im Sommer 1945 sicherte eine hölzerne Notbrücke den Zugang zu den Wohngebieten beiderseits der Spree. 1946 wurden die Gewölbe neu aufgemauert und die Decke geschlossen, 1958 ließ die Ost-Berliner Verwaltung auch eine neue Brüstung aus Sandsteinquadern aufstellen. Der gesamte Brückenschmuck ist nicht mehr vorhanden.

## Grundinstandsetzung und denkmalgerechte Erneuerung
Zwischen 2019 und 2021 soll die Roßstraßenbrücke umfangreich grundinstandgesetzt und denkmalgerecht erneuert werden. Dazu wird die Brücke von Dezember 2019 bis voraussichtlich Herbst 2021 sowohl für den Verkehr als auch für Fußgänger vollständig gesperrt. Die Baumaßnahme bedeutet einige Umleitungen des Bus- und Individualverkehrs im Bereich der Berliner Innenstadt.

### Bauablauf und Baumaßnahmen
Die Grundinstandsetzung wird den vollständigen Abbau des Gehweg- und Straßenbelages, teilweise der Brückenverstärkung aus Stahlbeton, der Geländer und der Schutzrohre der Versorgungsleitungen umfassen. Die Brückenkonstruktion wird mit einer massiven Stahlbetonplatte und zahlreichen Ankern innerhalb des Natursteinbogens verstärkt. Die Brückenkonstruktion, einschließlich der Fundamente, wird mit einer neuen Abdichtung ganzflächig geschützt. Die Geländer aus Naturstein werden denkmalgerecht instand gesetzt und beim Wiederaufbau mit einer inneren Stahlkonstruktion stabilisiert. Die umfangreichen Risse im Brückenbogen werden vom Wasser aus verpresst und geschlossen. Die Gehwege und die Fahrbahn sowie die Anschlussbereiche werden einen neuen Asphaltbelag erhalten. Mehrere neue Kabelschutzrohre für die Versorgungsleitungen werden eingebaut. Nach Abschluss der Grundinstandsetzung und der Rückverlegung der Leitungen wird die provisorische Leitungsbrücke zurückgebaut.

### Erhöhung der Brückenklasse
Die momentane Einstufung in Brückenklasse 16/16 nach DIN 1072 wird im Rahmen der Grundinstandsetzung auf die Brückenklasse 30/30 nach DIN 1072 erhöht. Dies bedeutet, dass die Haupt- und Nebenspur künftig mit Schwerlastwagen von bis zu 30 t Gesamtlast befahren werden können.

### Baukosten
Die Gesamtkosten der Baumaßnahme belaufen sich auf rund 2,4 Millionen Euro.

## Benachbartes

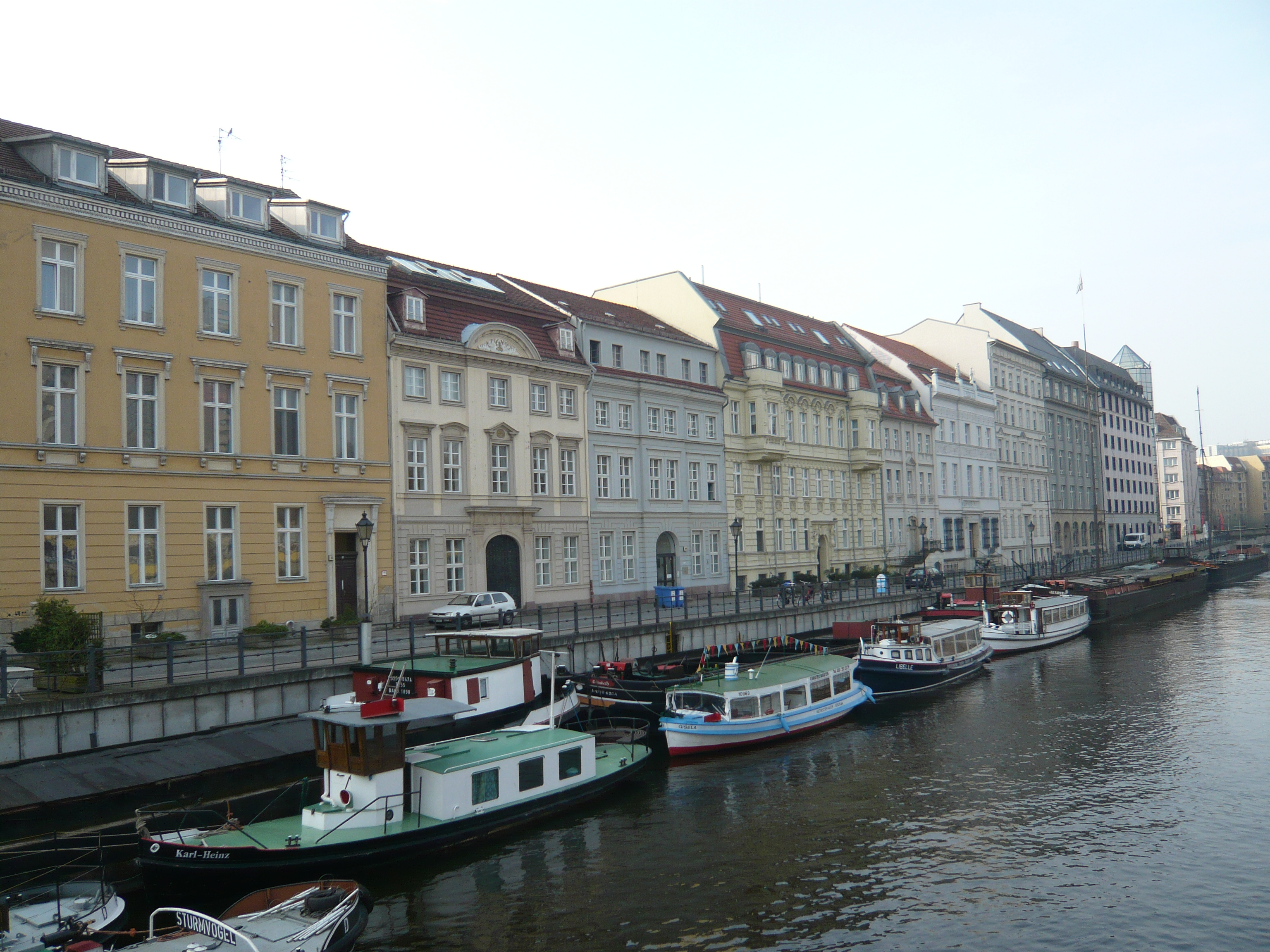
Uferpromenade mit Ermelerhaus

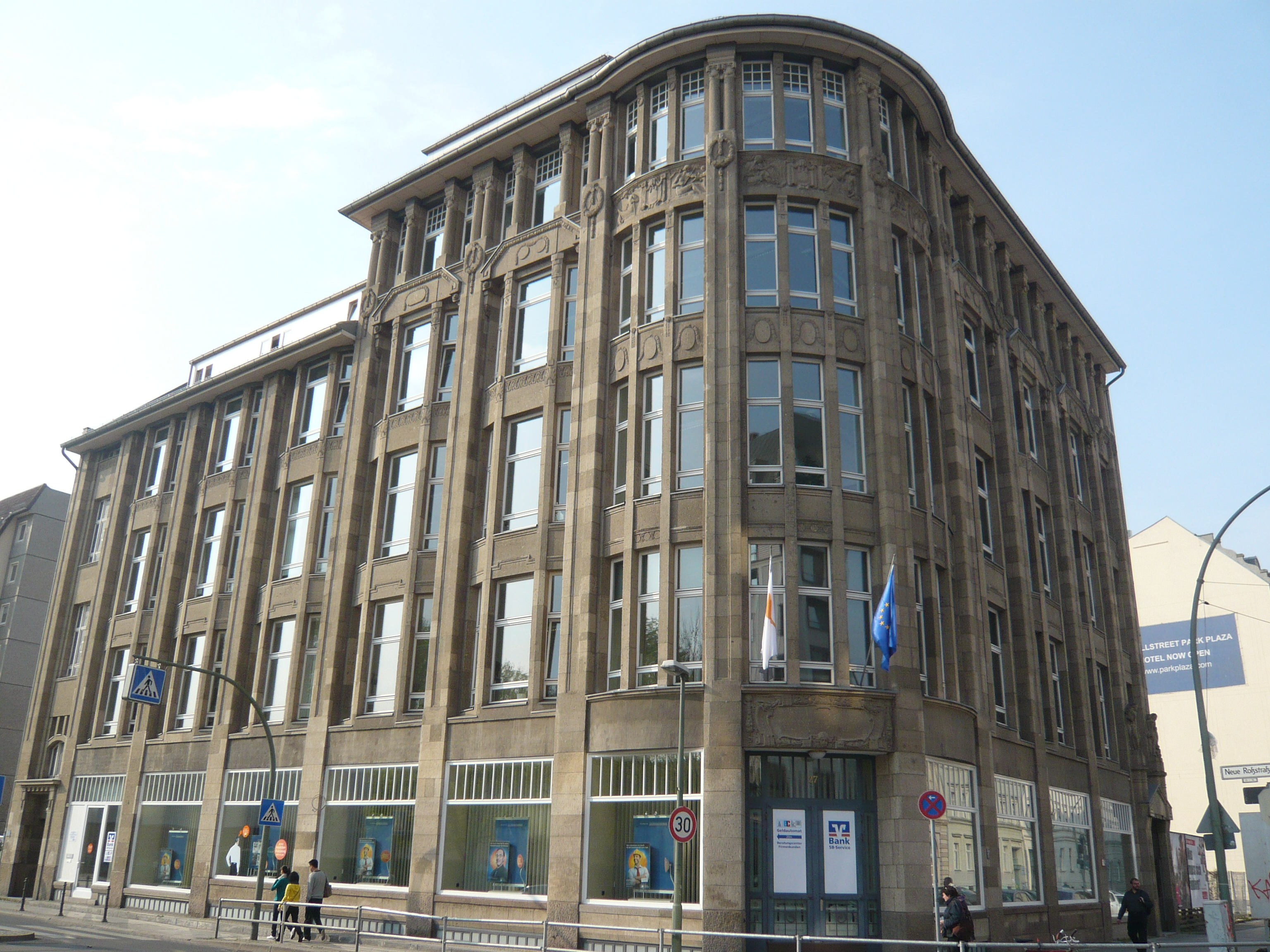
Wallstraße 27

Stromaufwärts einige Meter hinter der Brücke steht ein abgestuftes mehrgeschossiges Backsteingebäude mit einigen großen Rundbogenfenstern. Hierbei handelt es sich entweder um ein Lagerhaus oder eine ehemalige Manufaktur. Am Südende der Roßstraßenbrücke führt eine schmale Treppe zum Märkischen Ufer hinunter, an dem das Ermelerhaus 1969 neu aufgebaut wurde und weitere historische Häuser der alten Friedrichsgracht erhalten sind. Zwei größere Eckgebäude stehen an diesem Brückenende wie zwei alte Torhäuser: das Residenzhotel Henriette und das Hotel Großer Kurfürst. Die nächste Querstraße ist die Wallstraße, die unter anderem das aus einem Stahlbetonskelett bestehende und mit Majolikaplatten verkleidete Jugendstilgebäude unter der Hausnummer 76–79 zeigt. Dies diente seit seiner Errichtung im Jahr 1913 einem Textilunternehmer, dann der Tischlerinnung, war provisorischer Sitz der neuen KPD-Führung 1946 und des späteren Dietz-Verlages. Heute beherbergt das denkmalgeschützte Gebäude die Australische Botschaft in Berlin. Direkt an der Ecke Neue Roßstraße 14/15 / Wallstraße 27 befindet sich ein Geschäftshaus von 1913 (Architekten Hoeniger und Sedelmeier), in dem zu DDR-Zeiten die Informationsstelle der Bauakademie untergebracht war. Nördlich der Brücke erstreckt sich die Fischerinsel, das südliche Ende der Spreeinsel. Hier wurden in den 1960er Jahren die Alt-Berliner Wohnhäuser abgerissen und neue Hochhäuser gebaut.
Am Spreeufer zwischen der Roßstraßen- und der Grünstraßenbrücke wurde Anfang November 2008 der Immobilienmakler und Jurist Friedhelm Sodenkamp erschossen.